# Brzeszcze
Brzeszcze – miasto w południowej Polsce, w województwie małopolskim, w powiecie oświęcimskim, nad rzeką Wisłą. Siedziba gminy miejsko-wiejskiej Brzeszcze. 
Brzeszcze zostały założone prawdopodobnie przez osadników flamandzkich w XV wieku. Rozwój Brzeszcz jest w dużej mierze związany z kopalnią, która odgrywa kluczową rolę w lokalnej gospodarce i miała wypływ na rozwój demograficzny w I połowie XX wieku.
W latach 1975–1998 miasto administracyjnie należało do województwa katowickiego.

## Toponimia
Miejscowość ma metrykę średniowieczną. Notowana w 1443 roku jako Breszcze, 1470–1480 Brzeszcze, 1494 Brzeszcze, 1564 po łacinie Villa Brzesczia, 1581 Brzescze, 1880 Brzeście, Brzeszcze. Według językoznawców nazwa miasta pochodzi od prasłowiańskiego berstьje, czyli lasu brzostowego złożonego z brzostu, gatunku drzewa z rodziny wiązowatych, który gęsto porastał brzegi rzeki Soły, gdy miasto było lokowane. W chwili obecnej na terenie Brzeszcz rośnie jedynie kilka drzew tego gatunku. Nazwa brzost na określenie gatunku wiązu funkcjonowała w języku staropolskim. Najstarszy zachowany zapis tej nazwy w języku polskim wymienia drzewa bukow, grabi, brostow (buki, graby i brzosty) i pochodzi z 1415 roku. Staropolskie nazwy brzost podają także średniowieczne źródła spisane po łacinie Stat arbor dicta brzost (1431) i Arbores dictas brzost et vyrzba, czyli po łacinie Powyższe drzewa brzost i wierzba(1460) .
W dokumencie sprzedaży księstwa oświęcimskiego Koronie Polskiej przez Jana IV oświęcimskiego wystawionym 21 lutego 1457 roku miejscowość wymieniona została jako Brzescze.
Nazwę miejscowości w obecnej polskiej formie Brzeszcze wymienia w latach 1470–1480 Jan Długosz w księdze Liber beneficiorum dioecesis Cracoviensis.
W Słowniku geograficznym Królestwa Polskiego (tom I, wyd. 1880) miejscowość występuje także pod nazwą Brzeście. Oprócz tego, spotykane wersje pisowni to Breszcze, Brescze, Brzeszce czy Brzesczye.

## Położenie

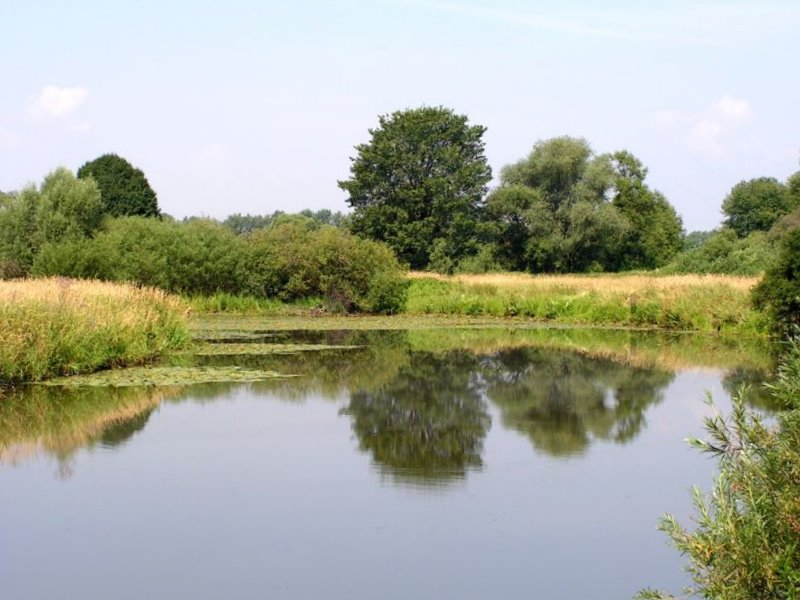
Starorzecze Wisły

Brzeszcze leżą w Podkarpaciu Północnym, Kotlinie Oświęcimskiej, nad rzeką Wisłą, w zachodniej części Małopolski. Rzeźba terenu jest jednolita, równinna. Pod względem geologicznym jest to Górnośląskie Zagłębie Węglowe. Brzeszcze graniczą z Jawiszowicami od południa, Wilczkowicami i Przecieszynem od wschodu, Rajskiem, Harmężami i Wolą od północy i Górą od zachodu. W odległości 50 kilometrów od miasta znajduje się dawne przejście graniczne w Cieszynie, zaś stolica województwa, Kraków, oddalona jest o 65 kilometrów.
Przez miejscowość przebiegają: droga wojewódzka nr 933 i droga wojewódzka nr 949, pozostałe połączenia drogowe mają charakter lokalny. Prowadzą tu drogi do Pszczyny, Oświęcimia, Zatora, Wilamowic, Bielska-Białej.
Przez Brzeszcze przebiega linia kolejowa nr 93 z przystankami: Brzeszcze, Brzeszcze Jawiszowice, Brzeszcze Kopalnia (nieczynny).

## Historia
Legendy podają, że Brzeszcze istniały już w XIII wieku, ich rozwój został jednak zatrzymany przez najazd Mongołów w 1241 roku. Zgodnie ze źródłami, historia Brzeszcz sięga XV wieku – pierwsza wzmianka o wsi pochodzi z 1438 roku.
Brzeszcze zostały założone prawdopodobnie przez osadników flamandzkich i należały do Księstwa Oświęcimskiego, od 1457 roku była własnością króla polskiego. Dzierżawili ją m.in. Jakub z Dębna herbu Dębno, Mikołaj Słup herbu Kornicz, Myszkowscy herbu Jastrzębiec, Tęczyńscy herbu Topór, Komorowscy herbu Korczak, Małachowscy herbu Nałęcz. Ludność zajmowała się głównie rolnictwem, hodowlą zwierząt i ryb.

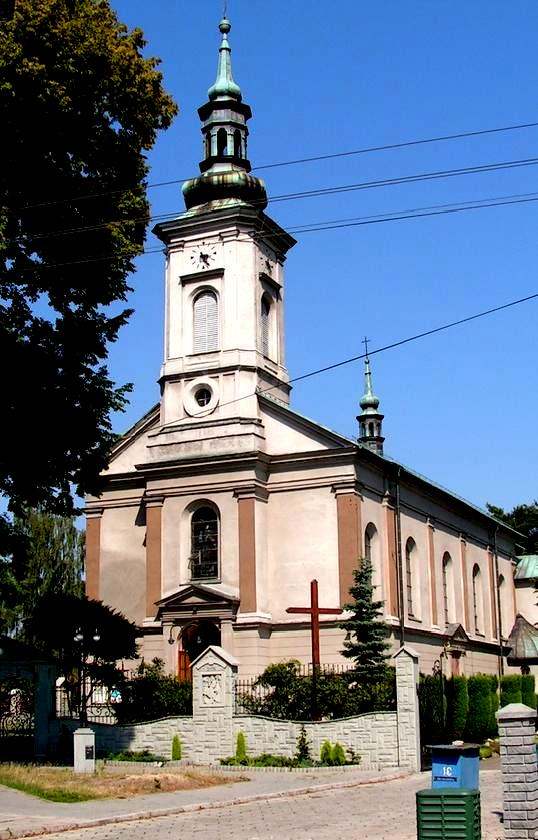
Kościół pw. św. Urbana w Brzeszczach z XIX wieku

Miejscowość została spalona podczas potopu szwedzkiego. W 1772 roku w wyniku I rozbioru Polski zostały przyłączone do Austrii. Zastój gospodarczy i „bieda galicyjska” nie sprzyjały rozwojowi wsi. W 1778 roku Brzeszcze objął Fryderyk Dunin herbu Łabędź. Po jego śmierci wieś przejął Dominik Gherri, nadworny lekarz króla Stanisława Augusta Poniatowskiego. Ten umarł bezpotomnie, dobra swoje przekazując wychowanicy, Wiktorii Klose, która postanowiła je sprzedać. Wymieniła je na „dobra chrzanowskie” – Chrzanów wraz z przyległościami – z rodziną Habsburgów, którzy z kolei przekazali je w późniejszym okresie Polskiej Akademii Umiejętności. W II. poł. XIX wieku we wsi znajdowało się 226 domów. Według austriackiego spisu ludności z 1900 roku w 224 budynkach w Brzeszczach na obszarze 1766 ha mieszkało 1402 osób (gęstość zaludnienia 79,4 os./km²), z czego 1391 (99,2%) było katolikami, 1 grekokatolikiem, 4 wyznawcami judaizmu a 6 innej religii lub wyznania, 1386 (98,9%) osób było polsko- a 8 (0,6%) niemieckojęzycznych.

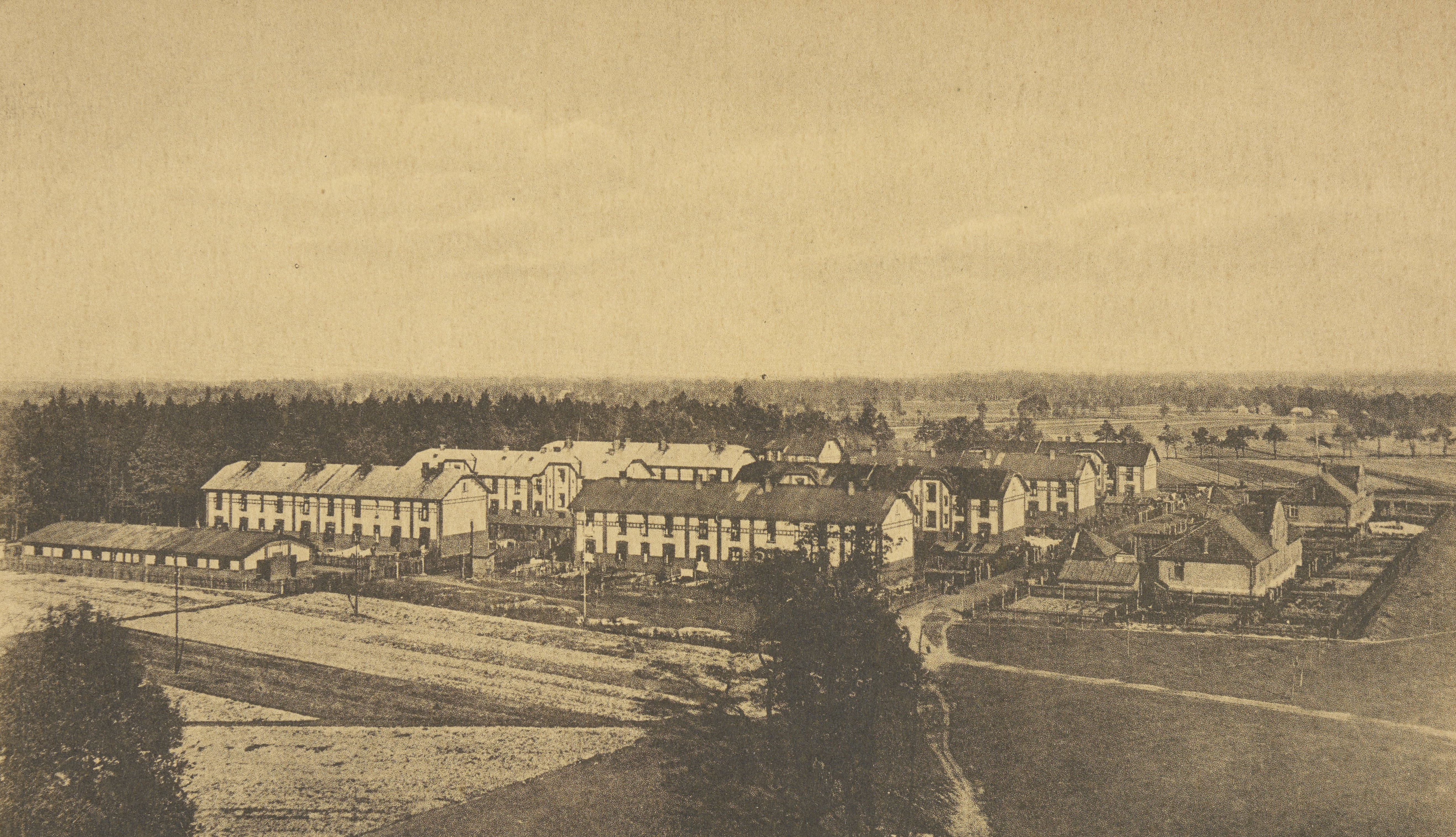
Kolonia robotnicza kopalni węgla przed 1939 rokiem

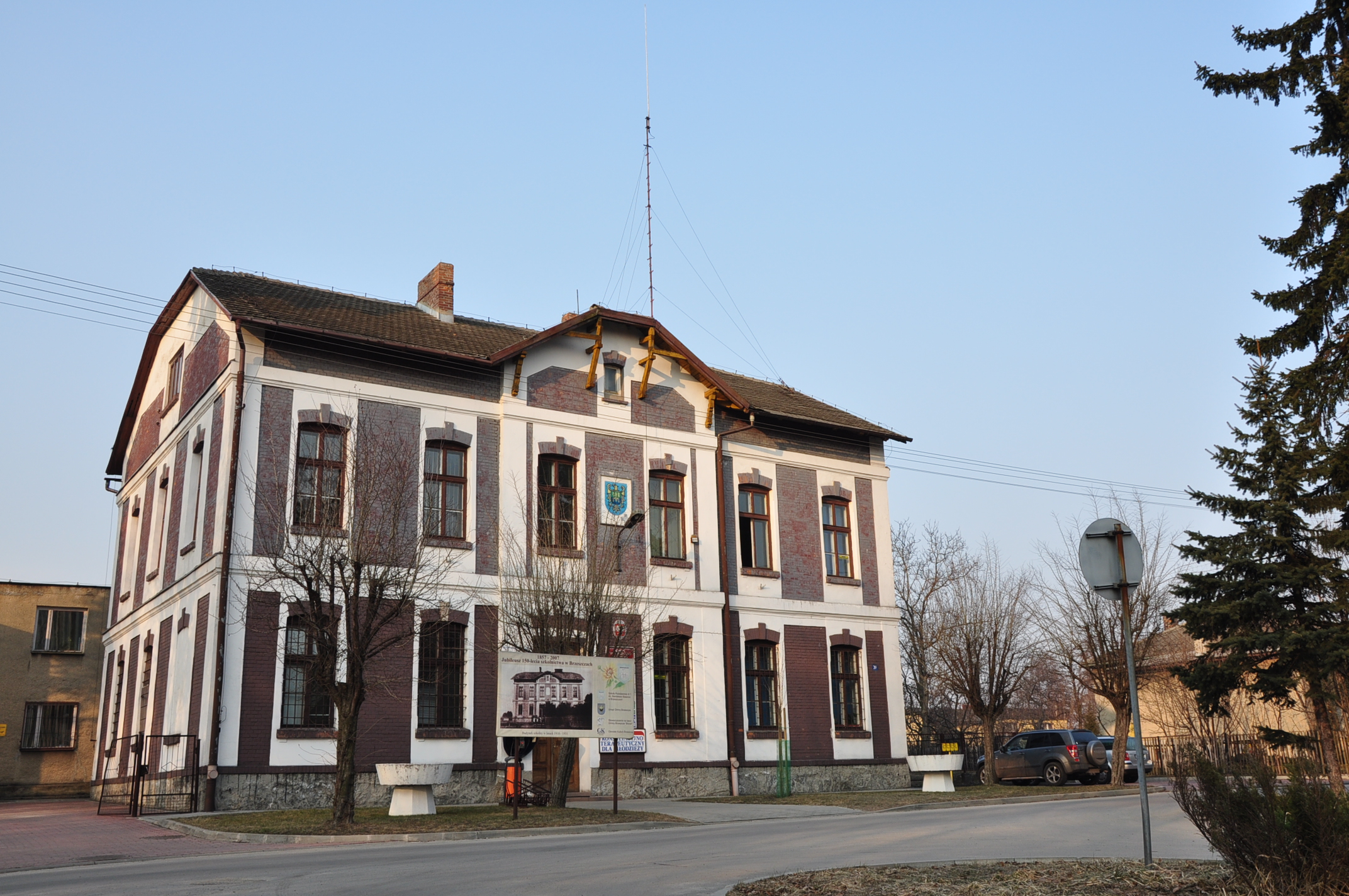
Budynek starej gminy, zbudowany w 1910 roku

Na terenie ówczesnej wsi poszukiwania węgla zainicjował dr Arnold Chaim de Porada Rapaport. Pierwsze badania zostały przeprowadzone ok. 1900 roku, eksploatację rozpoczęto w 1907 roku. Po otwarciu kopalni, Brzeszcze weszły na drogę rozwoju. Budowano nowe osiedla i sprowadzano robotników. Miasto rozwijało się też kulturalnie, założono szkołę ludową administrowaną przez Towarzystwo Szkoły Ludowej, w 1909 roku rozpoczął działalność Teatr Włościański. Jego tradycje po I wojnie światowej kontynuował zespół teatralny przy TSL, wystawiający m.in. Krakowiaków i Górali.
W 1914 roku powstał oddział Powiatowego Komitetu Narodowego organizujący werbunek do Legionów Polskich. Z Brzeszcz wyruszyło 75 ochotników.
W okresie międzywojennym w mieście działało około 20 organizacji, m.in.: Związek Legionistów, Związek Strzelecki, Liga Obrony Przeciwlotniczej. W 1937 roku dochodzi do strajku okupacyjnego w kopalnie „Brzeszcze”. Trwa 2 dni i kończy się ustępstwami płacowymi władz kopalni.
We wrześniu 1939 roku wybuchła wojna, która odcisnęła się piętnem na tutejszej tradycji i historii. Niemieckie władze okupacyjne zmieniły nazwę miejscowości na niem. Kohlendorf. Założono w Brzeszczach dwa podobozy koncentracyjne KL Auschwitz, których więźniowie pracowali w szkółce drzew, cieplarni, chlewni i kopalni, budowali także elektrownię „Andreas”, która miała wejść w skład koncernu Hermann Göring, nigdy jednak jej nie ukończono. W obozie żeńskim zlokalizowanym na Budach w październiku 1942 roku doszło do masakry więźniarek. Zginęło około 90 kobiet, wśród których znajdowały się głównie żydówki francuskie. Miejscowa ludność angażowała się w pomoc więźniom, działały tu struktury Armii Krajowej, Batalionów Chłopskich, Gwardii Ludowej PPS. Działacz PPS Jan Nosal został w 1944 roku zamordowany w KL Auschwitz przez niemieckie władze.
W lutym 1944 roku oddział partyzancki Armii Ludowej pod dowództwem Leona Laska (ps. „Twardy”) opanował urząd gminy niszcząc dokumentację.
W styczniu 1945 roku przez miejscowość przeszły tzw. marsze śmierci z obozów KL Auschwitz w Oświęcimiu na stację kolejową w Wodzisławiu Śląskim.
Brzeszcze zostały zdobyte przez Armię Czerwoną prawdopodobnie 27 stycznia 1945 roku, choć trwają o to spory.
15 października 1949 roku do Brzeszcz przybył batalion Wojskowego Korpusu Górniczego, by podjąć pracę w kopalni.
Po wojnie osada zaczęła rozwijać się gospodarczo i w lipcu 1962 roku nadano jej prawa miejskie, otrzymała też (w 1967 roku) Krzyż Grunwaldu III klasy za niesienie pomocy więźniom w czasie II wojny światowej. W tamtych czasach zaczęło się rozwijać życie kulturalne i społeczne w mieście. Wybudowano dwa kina, Ośrodek Kultury, kilka szkół i przedszkoli oraz zaczął nabierać znaczenia lokalny klub sportowy Górnik Brzeszcze.
Po wydarzeniach 1989 roku miejscowość utrzymała się – w przeciwieństwie do wielu innych osad górniczych – w dobrej sytuacji gospodarczej. W 2005 roku kopalnia dokonała fuzji z Kopalnią Węgla Kamiennego „Silesia”. W 2015 roku kopalnię kupił koncern energetyczny Tauron.
W latach 1997-1998 dyrektorem lokalnego Ośrodka Kultury, a później (1998-2005) burmistrzem Gminy Brzeszcze była późniejsza premier RP, Beata Szydło.
Od 21 kwietnia 2008 roku miastem partnerskim Brzeszcz jest włoska miejscowość Londa, zaś od listopada 2019 francuska miejscowość Oignies. 

### Mniejszości narodowe
Niewiele wiadomo o mniejszościach zamieszkujących Brzeszcze. Istnieją źródła potwierdzające, iż w okresie dwudziestolecia międzywojennego w ówczesnej wsi mieszkała niewielka grupa Żydów, wśród których znajdowali się zarówno ci ortodoksyjni, jak i postępowi.
W 1939 roku, wśród 9090 mieszkańców gminy, znajdowało się 19 Żydów.
Różne było ich zaangażowanie w życie społeczne, niechętnie brali udział w wyborach (lub nie głosowali w nich na partie żydowskie), współtworzyli jednak lokalny klub sportowy; zajmowali się handlem, posiadali dom modlitwy. Podczas holocaustu w 1941 roku trafili do gett w Będzinie, Chrzanowie i Sosnowcu, żaden z nich po wojnie nie wrócił do wsi na stałe.

## Demografia

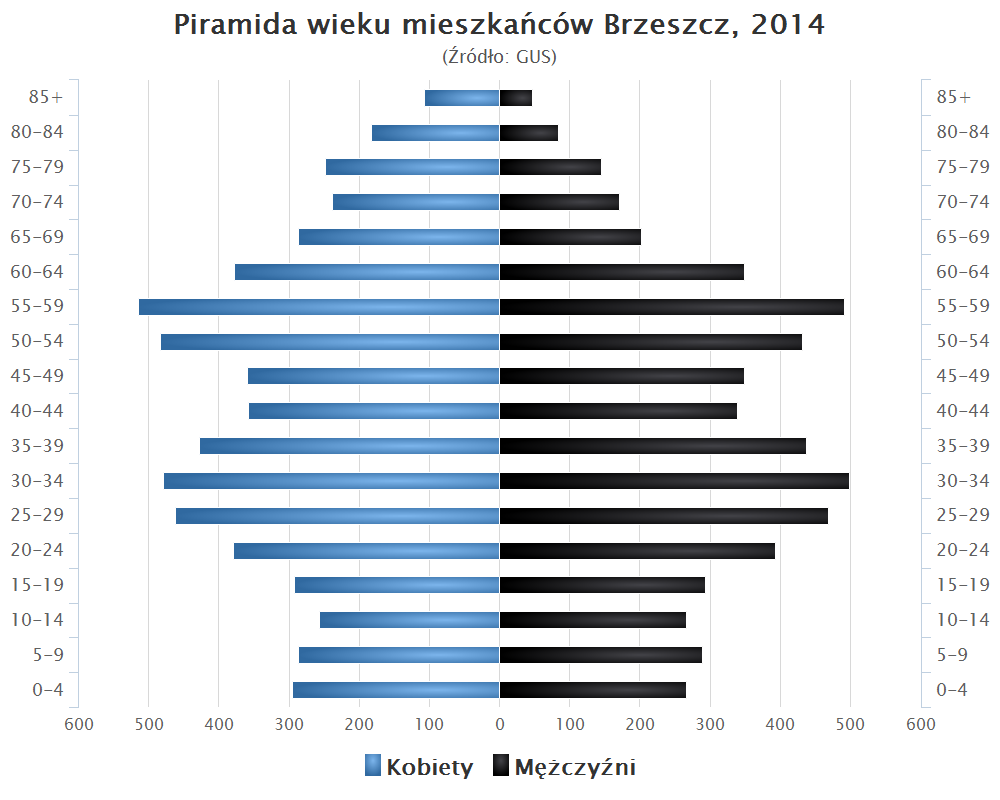
Piramida wieku mieszkańców Brzeszcz w 2014 roku

Dane na dzień 31 grudnia 2012 r.:
| Opis      | Ogółem | Ogółem | Kobiety | Kobiety | Mężczyźni | Mężczyźni |
| --------- | ------ | ------ | ------- | ------- | --------- | --------- |
| jednostka | osób   | %      | osób    | %       | osób      | %         |
| populacja | 11 691 | 100    | 6084    | 52      | 5607      | 48        |

Według danych z 2002 roku średni dochód na mieszkańca wynosił 1575,23 zł, bezrobocie utrzymywało się na poziomie 12,7%.
Ludność miasta wzrastała wraz z rozwojem kopalni; szacuje się, że o ile na początku XX w. nie przekraczała 2000 mieszkańców, to już w 1921 roku było ich 3 505, w 1931 liczba ta wynosiła 4138 osób. Dla porównania, w 1981 roku Brzeszcze zamieszkiwało 14 452 obywateli (w tym mężczyzn: 7274 i kobiet: 7 128). W 2007 roku miasto liczyło 11 714 mieszkańców.
Według danych GUS z 1 stycznia 2024 r. miasto liczyło 10 657 mieszkańców.

## Gospodarka

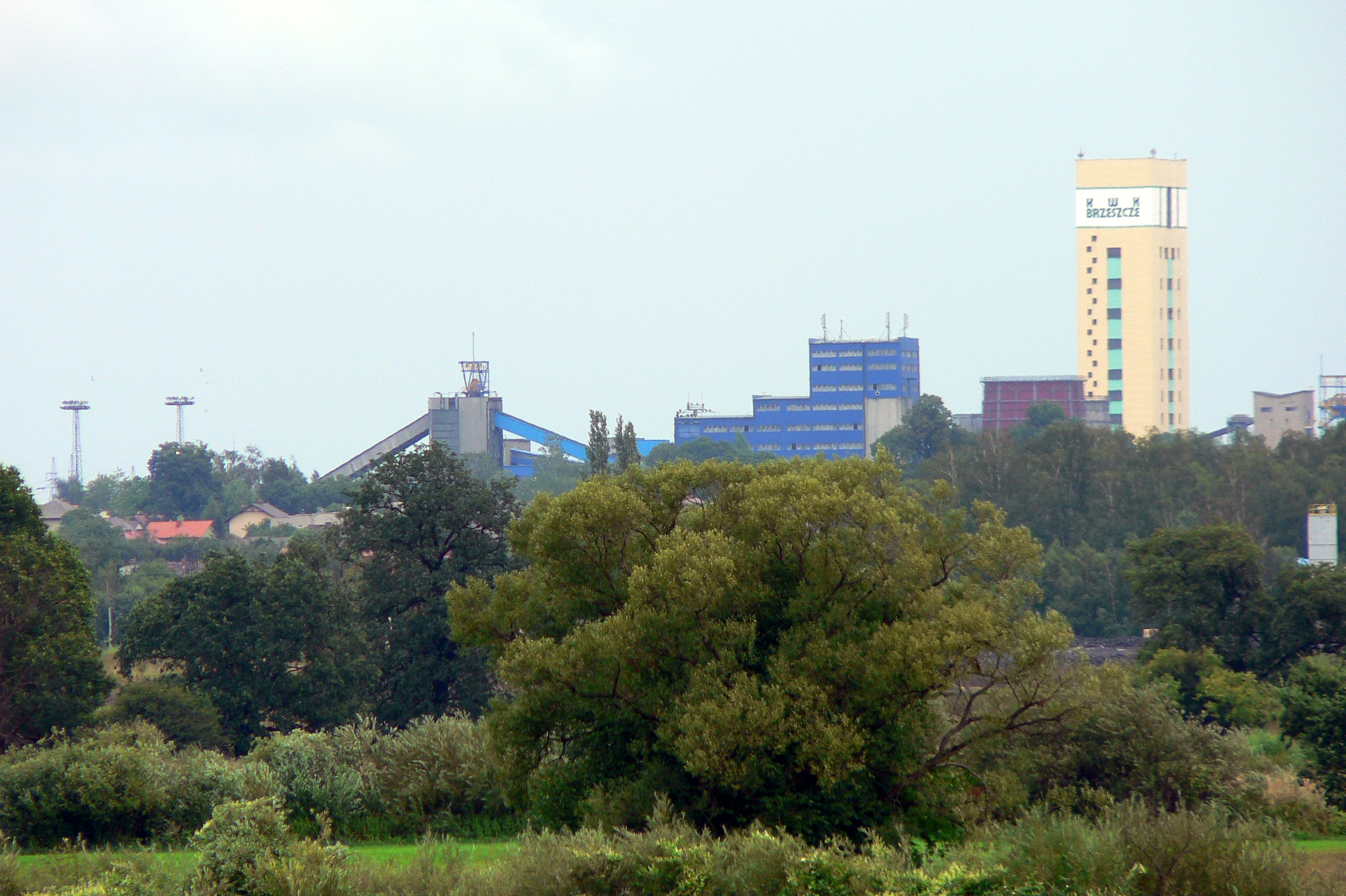
KWK Brzeszcze

Na terenie miasta działa jeden duży zakład przemysłowy: Kopalnia Węgla Kamiennego „Brzeszcze”, w której wydobycie rozpoczęto w 1907 roku, zaś poszukiwania złóż rozpoczął już w 1901 roku Alfred Rappaport. Warto zaznaczyć, że w okresie międzywojennym była to jedyna kopalnia węgla kamiennego w całości należąca do państwa. Podczas II wojny światowej weszła w skład koncernu Hermann Göring, pracowali w niej jeńcy obozu Auschwitz przeniesieni na ten okres do podobozu Jawischowitz.
Załoga angażowała się w ogólnokrajowe protesty górników na początku lat 80. XX w. W 1993 roku kopalnia weszła w skład Nadwiślańskiej Spółki Węglowej, a w 2003 w skład Kompanii Węglowej. Współcześnie stanowiła największy zakład produkcyjny na terenie miasta, jest też największym pracodawcą. 7 stycznia 2015 rząd Ewy Kopacz przyjął program naprawczy dla Kompanii Węglowej, który zakładał likwidację kopalni Brzeszcze. 4 maja 2015 Kompania Węglowa nieodpłatnie zbyła kopalnię do Spółki Restrukturyzacji Kopalń. Umowę zakupu KWK Brzeszcze, poprzez spółkę zależną Nowe Brzeszcze Grupa TAURON, 19 października 2015 r. podpisał koncern energetyczny Tauron. 1 grudnia 2015 r. zgodę na koncentrację wydał UOKiK.

## Zabytki
Obiekty wpisane do rejestru zabytków nieruchomych województwa małopolskiego.
- Kościół pw. św. Urbana.

Kościół z XIX wieku, murowany w stylu neobarokowym, pod wezwaniem św.Urbana, pod którego kamień węgielny położono w 1874 roku, parafię zaś erygowano tam w 1904 roku. Budowa trwała ponad 30 lat, czego powodem były trudności formalne, a także finansowe. Ówcześnie wieś liczyła niewiele ponad 2000 mieszkańców, więc wyposażenie gromadzono latami, licząc na darowizny. Dębowe ołtarze boczne w stylu barokowym zostały sprowadzone z Kościoła Mariackiego w Krakowie. Decyzję o tym podjęto w 1890 roku dzięki wsparciu pochodzącego z Brzeszcz ks. Józefa Bielenina. Pierwszym proboszczem został Julian Migdałek, sprawujący posługę w latach 1904–1925.
- Dawna szkoła – ul. Kosynierów 20.

### Inne zabytki
- Austriacki słup graniczny z XVIII wieku;
- przydrożne kapliczki z XIX wieku;
- pozostałości drewnianego kościoła z XVI wieku, pw. św. Otylii, spalonego według podania w 1655 roku przez Szwedów.

## Osobliwości przyrodnicze
Krajobraz miasta uległ poważnym zmianom po wybudowaniu kopalni na początku XX wieku. Mimo tego udało się zachować w nienaruszonym stanie kompleks stawów Nazieleńce i aleje dębowe prowadzące do dawnych dworów, będące pozostałościami po czasach, kiedy głównym źródłem utrzymania mieszkańców były rolnictwo i rybołówstwo. Jedynym pozytywnym skutkiem działalności kopalni jest – z przyrodniczego punktu widzenia – sprowadzenie do Brzeszcz platana klonolistnego zasadzonego przy willi dyrektora tegoż zakładu, gdzie obecnie znajduje się basen Pod platanem. Współcześnie drzewo ma obwód 311 cm.
Na terenie miasta znajduje się starorzecze Wisły.
Stawy Brzeszcze-Nazieleńce obejmują obszar ok. 150ha i są objęte ochroną w ramach programu Natura 2000.

## Edukacja
Najstarszą placówką oświatową na terenie miasta jest Szkoła Podstawowa nr 1, działająca od 1857 r., największą zaś Szkoła Podstawowa nr 2 im. Mikołaja Kopernika prowadząca zajęcia od 1 października 1962 roku. Reforma edukacji z 1999 roku doprowadziła do likwidacji działającej na terenie miasta SP nr 3 im. Więźniów Oświęcimia (zał. 1969), na jej miejscu powstało zaś Gimnazjum nr 2.
Istniejąca szkoła średnia początkowo miała charakter stricte górniczy: jej zadaniem było szkolenie nowych kadr dla KWK Brzeszcze. Wraz ze zmianami ustrojowymi, a także malejącym zapotrzebowaniem na węgiel kamienny na świecie, zarzucono tę działalność, placówka zaś zmieniła charakter, otwierając nowe profile takie jak towaroznawstwo. Od roku szkolnego 2005/2006 ponownie otwarto klasy o profilu górniczym, częściowo przywracając szkole jej pierwotny charakter.
Młodzieżowy Parlament Gminy Brzeszcze ma uczyć zasad prawidłowego funkcjonowania samorządu terytorialnego, a najlepsi uczniowie są corocznie wyróżniani tytułem Uczeń Roku.
Szkoły podstawowe:
- Zespół Szkolno-Przedszkolny nr 4 z Oddziałami Integracyjnymi
- Zespół Szkolno-Przedszkolny nr 5

Szkoły średnie:
- Powiatowy Zespół Szkół Zawodowych i Ogólnokształcących nr 6 im. prof. Kazimierza Bielenina.

## Kultura

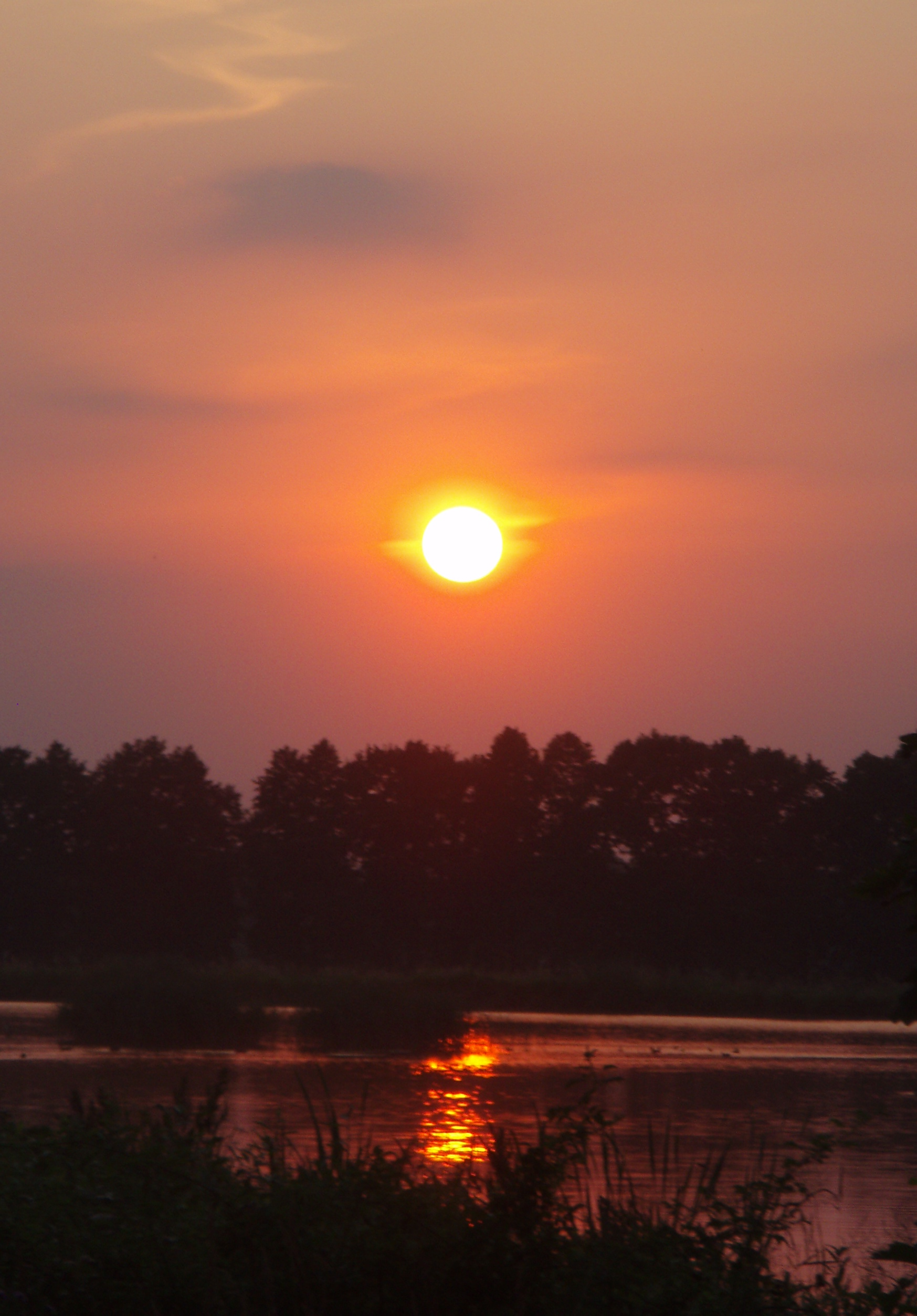
Zachód Słońca nad stawami w Nazieleńcach

Brzeszczanie od czasów wybudowania kopalni chętnie angażowali się w lokalne inicjatywy społeczne – przyczyną tego mógł być fakt, że stanowili grupę osób przybyłych do pracy w kopalni często z najdalszych części zaboru austriackiego i II Rzeczypospolitej, a co za tym idzie – poszukiwali sposobu na integrację społeczną. Pierwszą organizacją na terenie ówczesnej wsi było Kółko Rolnicze założone 11 maja 1884 roku z inicjatywy ówczesnego proboszcza – jego celem była lepsza współpraca lokalnych rolników.
W pierwszej dekadzie XXI wieku odżyło lokalne życie kulturalne. Ośrodek Kultury organizuje koncerty (m.in. zespoły Dżem, Lombard, Mafia) i przedstawienia (Kabaret Łowcy.B, Kabaret pod Wyrwigroszem, Cezary Pazura, i inne), które cieszą się popularnością. Co roku odbywa się Rock Reggae Festiwal, na którym występują polskie gwiazdy muzyki rock, ska i reggae (m.in. Blade Loki, Indios Bravos, Cała Góra Barwinków, Brygada Kryzys, Farben Lehre, Lao Che, KSU, HEY, The Analogs, Strachy na Lachy, Enej, Armia, GA GA/Zielone Żabki i wielu innych). Na terenie miasta ukazywał się miesięcznik Odgłosy Brzeszcz. Wydawanie czasopisma Rezonans Brzeszcz zostało wstrzymane w 2007 roku.

### Organizacje pozarządowe i stowarzyszenia
- Stowarzyszenie na rzecz Gminy Brzeszcze Brzost;
- Stowarzyszenie Ekologiczne Bios;
- Młodzieżowy Parlament Gminy Brzeszcze;
- Fundacja Pomocy Społecznej w Brzeszczach;
- Stowarzyszenie Lingua;
- Stowarzyszenie Sportowe Siódemka;
- Uczniowski Klub Sportowy Gminy Brzeszcze;
- Kółko Rolnicze w Brzeszczach;
- Stowarzyszenie Amazonek w Brzeszczach.
- Stowarzyszenie Pokolenia Koło w Brzeszczach

## Sport
Klub Sportowy Górnik założono już w 1922 roku, lecz występował pod różnymi nazwami. Istniały sekcje: piłkarska, lekkoatletyczna, pływacka i tenisowa. W okresie PRL Górnik był sponsorowany przez KWK Brzeszcze. Zaowocowało to rozwojem sportu. Co roku odbywał się w Brzeszczach międzynarodowy maraton na wysoką skalę, a piłkarze byli w czołówce ówczesnej ligi wojewódzkiej, raz ulegając jedynie Cracovii.
Kolejną falę dobrych występów zawodnicy klubu mieli w latach 90. XX w., kiedy sukcesy w mistrzostwach Polski odnosili lekkoatleci, a piłkarze rozgrywali swe mecze w IV lidze. 31 marca 1993 roku rozegrał się na brzeszczańskim stadionie mecz międzynarodowy Polska – Litwa.
Z Brzeszcz do lig wyższych trafiło wielu piłkarzy, takich jak Marcin Folga (Ruch Chorzów), czy Arkadiusz Kłoda (Włókniarz Kietrz, potem Zagłębie Sosnowiec). W sezonie 2021/2022, klub ponownie występował w piłkarskiej lidze okręgowej. W sezonie 2024/2025 Górnik nie zgłosił drużyny seniorów do rozgrywek.
Na terenie Brzeszcz organizowane były mistrzostwa Europy w trialu rowerowym, a także odbywały się mistrzostwa Polski w półmaratonie (1992-1999). Od 2010 roku na przełomie sierpnia i września, na terenie miasta i gminy rozgrywany był bieg na 15 km.
Z Brzeszcz pochodzi Zbigniew Gabryś, znany kierowca rajdowy, oraz medalista olimpijski, Arkadiusz Skrzypaszek.  
Zespół siatkarski prowadzi UKS Gminy Brzeszcze.

## Wspólnoty wyznaniowe
- Chrześcijańska Wspólnota Ewangeliczna:
  - placówka misyjna w Brzeszczach[53]
- Kościół rzymskokatolicki:
  - parafia Matki Bożej Bolesnej w Brzeszczach-Jawiszowicach[54]
  - parafia św. Urbana w Brzeszczach[55]
- Kościół Wolnych Chrześcijan w RP:
  - zbór w Brzeszczach[56]
- Świadkowie Jehowy:
  - zbór Brzeszcze[57]

## Miasta partnerskie
- Londa[21]
- Oignies[58]